# Standard American
Standard American is een bridge biedsysteem. Het systeem komt oorspronkelijk uit de Verenigde Staten en wordt veel gebruikt bij online bridge. Het is een eenvoudig, natuurlijk systeem dat veel bridgers snel onder de knie hebben. 
Er wordt vanaf 12 punten (Honneurpunten, HCP, High Card Points, Milton Work Count) geopend. De openingen van 1♣ en 1♦ beloven ten minste een driekaart, volgens het better minor-principe. Hierna wordt in de basis reëel geboden. De openingen van 1♥ en 1♠ beloven ten minste een vijfkaart.
De 1SA opening belooft 15-17 punten en een gebalanceerde hand. Deze opening wordt gevolgd door de Staymanconventie en de Jacoby transfers. 
De 2♣ opening is mancheforcing, waarna het 2♦ antwoord een wachtbod is. De openingen van 2♦, 2♥ en 2♠ zijn zwak, ze beloven 5-11 punten en een zeskaart (in sommige partnerships kan het ook op een vijfkaart). Na deze zwakke openingen is 2SA een positief antwoord en toont mancheinteresse.
De 2SA opening belooft 20-22 punten, waarna net als na 1SA gebruik wordt gemaakt van Stayman en Jacoby.
De openingen op drieniveau zijn preëmptief.
SAYC staat voor Standard American Yellow Card en is een standaardvorm van de Standard American, ontwikkeld door de Amerikaanse bridgebond voor niet-vaste partners.